# شانیس فان دی ساندن
شانیس جنیس فان دی ساندن (به هلندی: Shanice Janice van de Sanden) (زادهٔ ۲ اکتبر ۱۹۹۲ میلادی) یک بازیکن زن فوتبال اهل کشور هلند است.وی در پست مهاجم در لیگ ۱ فوتبال زنان فرانسه و برای تیم باشگاهی المپیک لیون بازی می‌کند. او همچنین یکی از بازیکنان تیم ملی فوتبال زنان هلند است.

## پیشهٔ باشگاهی

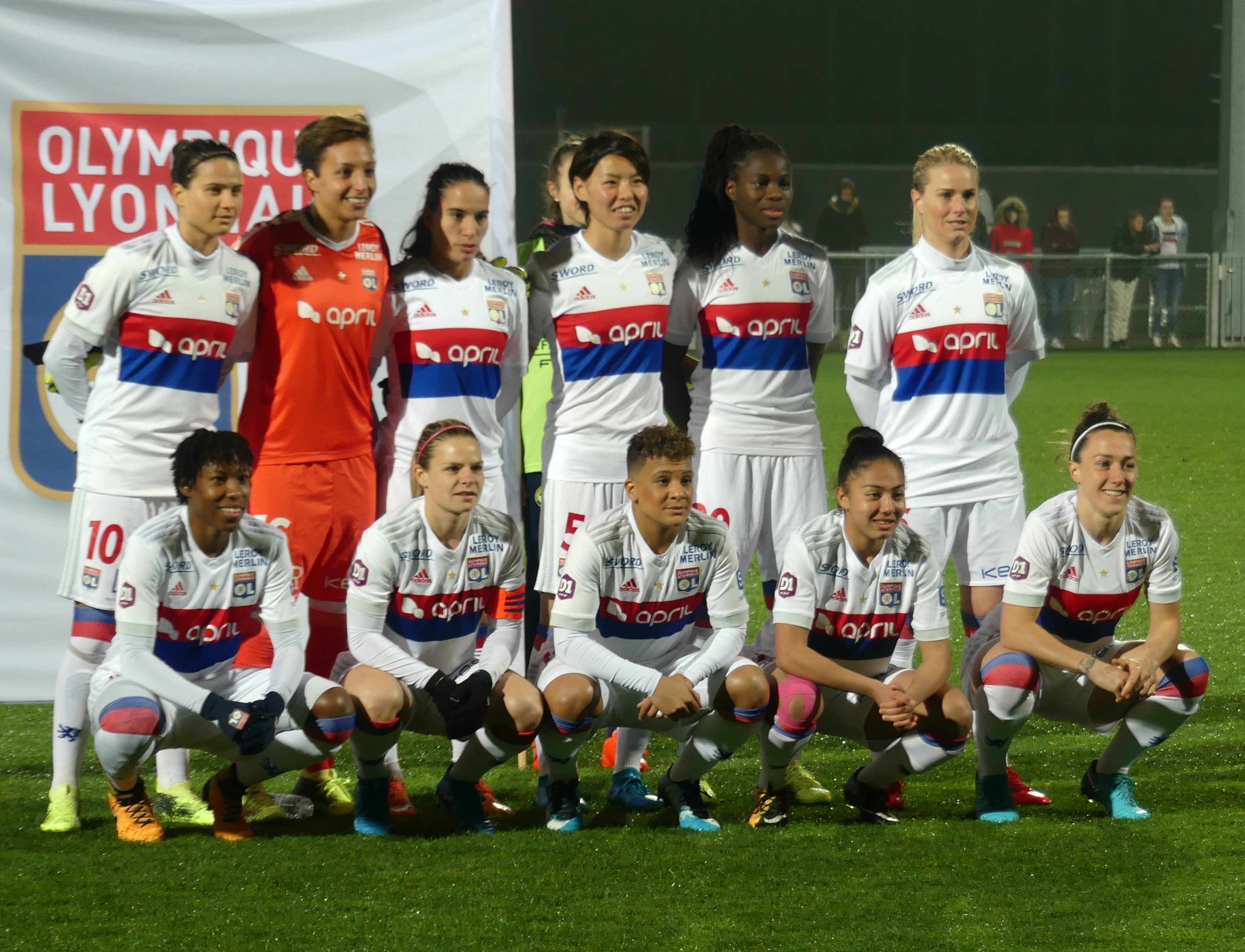
مرتبط

او پیش از پیوستنش به باشگاه فوتبال زنان اوترخت جایی که برای تیم پروش استعداد اس فی سستم بازی می‌کرد کار خود را از تیم و و ای یه (به هلندی:VVIJ) و در شهر ایسل‌استین آغاز کرد.
در مهٔ سال ۲۰۱۰ او به باشگاه فوتبال زنان هیرنفین پیوستو برای یک فصل برای این باشگاه بازی کرد و سپس در مهٔ ۲۰۱۲ بهباشگاه فوتبال زنان توئنته پیوست.
پس از چهار فصل و نیم بازی در برای باشگاه توئنته او در تاریخ ۴ فوریهٔ ۲۰۱۶ با باشگاه فوتبال زنان لیورپول که در لیگ برتر فوتبال زنان انگلیس حضور داشت پیوست.
در ۲۹ اوت ۲۰۱۷ و پس از دو فصل بازی برای باشگاه لیورپول و انجام ۲۸ بازی برای این تیم (در تمام رقابتها) او به لیگ ۱ فوتبال زنان فرانسه و باشگاه فوتبال زنان المپیک لیون رفت.